# Jimbor, Bistrița-Năsăud
Jimbor, mai demult Jimborul Săsesc (în dialectul săsesc Summer, în germană Sommer, în maghiară Zsombor, Szászzsombor, în trad. ("Jimborul Săsesc") este un sat în comuna Chiochiș din județul Bistrița-Năsăud, Transilvania, România.
Zsombor e nume de bărbat în ungureşte, apare încă în Evul Mediu. Era şi numele neamului/familiei Zsombor, de origine veche, de pe timpul descălecării ungureşti.

## Istorie
- Satul este atestat documentar în anul 1320 ca sat săsec.
- Sașii au dispărut în întregime datorită epidemiei de ciumă din 1454 ce a lovit satul.
- În locul lor s-au stabilit maghiari care în timpul reformei au trecut la Luteranism.
- Mai târziu în sat s-au stabilit și români.

## Demografie
La recensământul din 2002 populația satului era de 564 locuitori dintre care: 456 români și 108 maghiari.
Componența etnică a satului Jimbor
     Români (80,9%)
     Maghiari (19,1%)

## Monumente
- Altarul de la Jimbor, sec. al XVI-lea[1]
- Conacul din Jimbor, din secolul XIX.

## Note

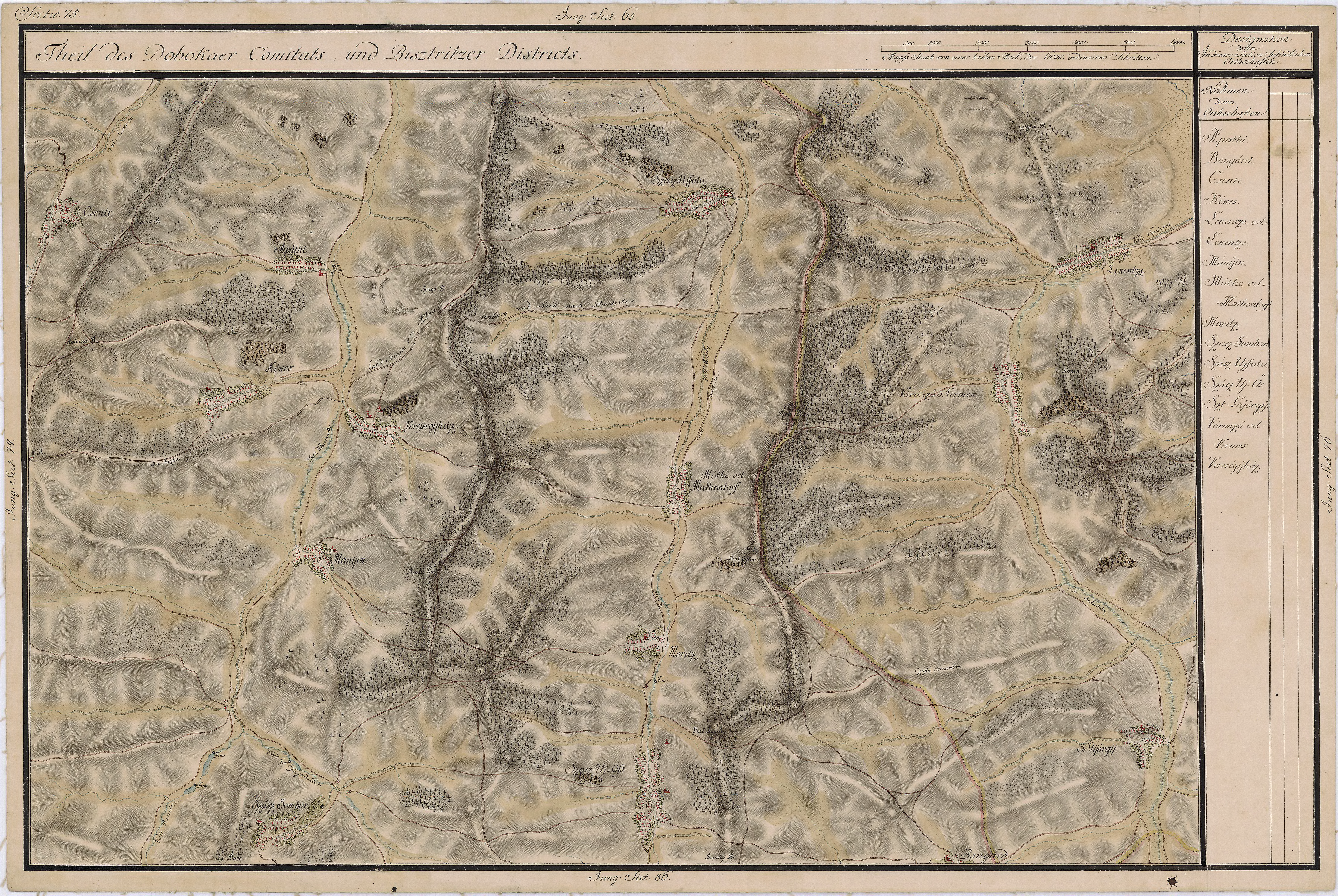
Jimbor în Harta Iosefină a Transilvaniei, 1769-73